# Nozizwe Madlala-Routledge
Nozizwe Charlotte Madlala-Routledge (pronunciación: /nɔːziːzwɛ/ /ˈʃɑːlət//mɑːdθlæθlɑː/-/ˈraʊtlɛdʒ/) (29 de junio de 1952) es una política sudafricana que fue viceministra de Defensa de 1999 a abril de 2004 y viceministra de Salud de abril de 2004 a agosto de 2007. El presidente Thabo Mbeki la cesó de su cargo el 8 de agosto de 2007, tras una conferencia sobre el SIDA en España, aunque mantuvo su cargo en el grupo parlamentario del Congreso Nacional Africano. El 25 de septiembre de 2008 fue designada vicepresidente de la Asamblea Nacional; permaneció en el cargo hasta su dimisión en mayo de 2009. Fue miembro del Partido Comunista sudafricano hasta 1984.
Madlala-Routledge es una de las políticas más respetadas del país por su lucha contra el SIDA en Sudáfrica. Se ha enfrentado incluso a políticos de su partido que minusvaloran la epidemia. También se ha opuesto al uso de remedios naturales contra el VIH en vez de métodos científicamente probados.
Hasta marzo de 2015 fue directora ejecutiva de Inyatheloː El Instituto Sudafricano para el Desarrollo, cargo del que dimitió por peoblemas con la junta.

## Primeros años y educación
Nacida el 29 de junio de 1952 en Magog, Umzumbe, Nozizwe Charlotte Madlala es una sudafricana de ascendencia zulú y cuáquera. Fue criada por su madre soltera en lo que entonces era el Reino Zulú, actualmente la región más al sur de la provincia de KwaZulu-Natal. Tras asistir a las escuela primarias de Magog y Fairview, se matriculó en la Escuela Seminario de Inanda, una de las más antiguas escuelas para niñas de Sudáfrica, en Durban. Continuó después estudiando medicina en la Universidad de Natal, pero Steve Biko, del Movimiento de Conciencia Negra, desvió su atención y la hizo involucrarse en la política estudiantil. Tras completar su primer curso, en 1971 se trasladó a la Universidad de Fort Hare para estudiar para un B.Sc. Una vez más llevada por la influencia de Biko, se vio en problemas en 1972 al participar en un boicot estudiantil. Al rehusar pedir disculpas por su comportamiento, fue expulsada de la universidad. En 1991 obtuvo un diploma de educación para adultos de la Universidad de Natal. Durante sus estudios recopiló un manual de Cuidados de la Tercera Edad y escribió lecturas sencillas en lengua zulú para adultos recién alfabetizados. Obtuvo también un diploma en tecnología médica por haber estado empleada seis años como técnico de laboratorio médico.
Tras un largo receso, en 2006 retomó sus estudios una vez más. En 2010 se graduó en ciencias sociales por la Universidad de Ciudad del Cabo con especialidades en psicología y sociología.

## Premios
Ha recibido el Premio Tanenbaum Peacemakers por su trabajo en Sudáfrica y tiene un doctorado honoris causa por la Universidad de Haverford, Pensilvania.